# La jove que va volar
La jove que va volar (títol original en italià, La ragazza ha volato) és una pel·lícula dramàtica italoeslovena del 2021 dirigida per Wilma Labate, qui va escriure el guió amb Damiano i Fabio D'Innocenzo. S'ha doblat i subtitulat al català.
La pel·lícula es va exhibir per primer cop a la secció Horitzons Extra a la 78a edició del Festival de Cinema de Venècia i es va estrenar als cinemes d'Itàlia el 23 de juny de 2022.

## Repartiment
- Alma Noce com a Nadia
- Luka Zunic com Brando
- Livia Rossi com la germana de la Nadia
- Rossana Mortara com la mare de la Nadia
- Massimo Somaglino com el pare de la Nadia